# Dom pasywny

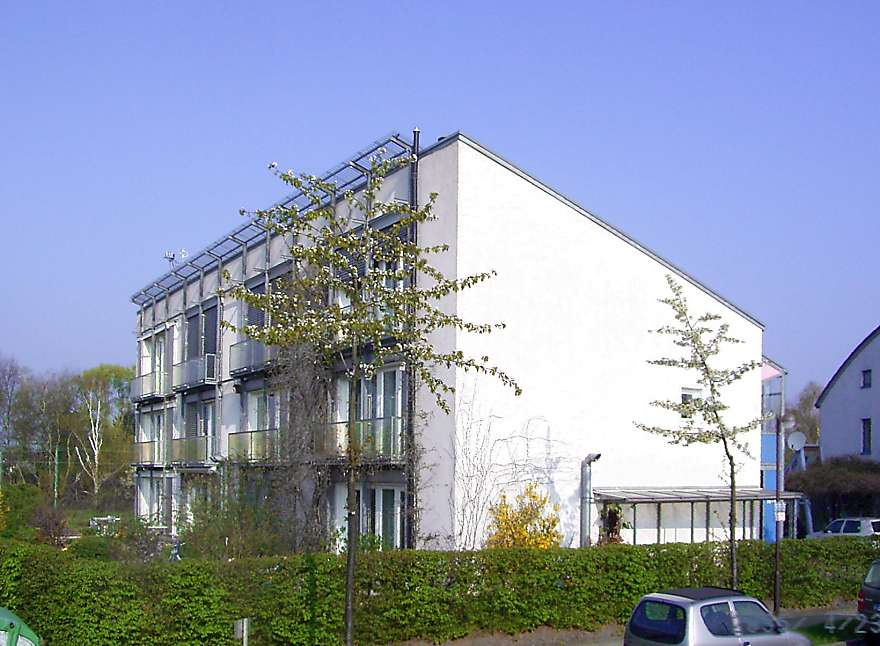
Pierwszy budynek pasywny w Darmstadt w Niemczech

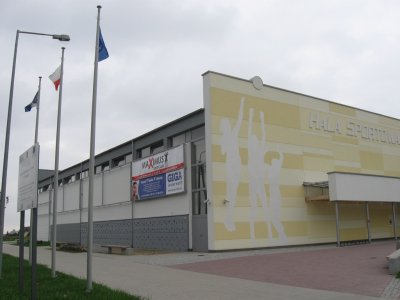
Pierwsza pasywna hala sportowa w Polsce. Słomniki, województwo małopolskie

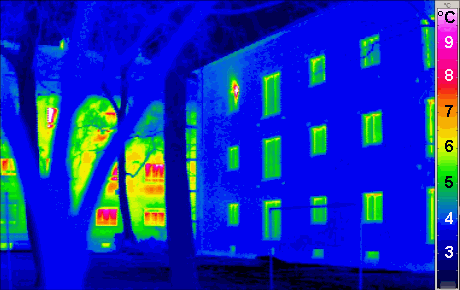
Termogram budynku pasywnego

Dom pasywny – standard wznoszenia obiektów budowlanych, który wyróżniają bardzo dobre parametry izolacyjne przegród zewnętrznych oraz zastosowanie szeregu rozwiązań, mających na celu zminimalizowanie zużycia energii w trakcie eksploatacji.
Dom pasywny to nowa idea w podejściu do oszczędzania energii we współczesnym budownictwie. Jej innowacyjność przejawia się w tym, że skupia się ona przede wszystkim na poprawie parametrów elementów i systemów istniejących w każdym budynku, zamiast wprowadzania dodatkowych rozwiązań. Nazwa budynek pasywny wiąże się z faktem, że budynki takie wykorzystują energię z promieniowania słonecznego w sposób pasywny, czyli biernie bez wykorzystania aktywnych rozwiązań instalacyjnych.
W domach pasywnych redukcja zapotrzebowania na ciepło jest tak duża, że zazwyczaj nie stosuje się w nich tradycyjnego systemu grzewczego, a jedynie dogrzewanie powietrza wentylacyjnego. W polskich warunkach klimatycznych, szczególnie w przypadku mniejszych obiektów takich jak domy jednorodzinne, konieczne jest zastosowanie niewielkiego układu grzewczego w postaci ogrzewania podłogowego lub grzejników. Do zbilansowania zapotrzebowania na ciepło wykorzystuje się również promieniowanie słoneczne, odzysk ciepła z wentylacji (rekuperacja), a także zyski cieplne pochodzące od wewnętrznych źródeł, takich jak urządzenia elektryczne i mieszkańcy. Idea domów pasywnych nie jest opatentowana, zastrzeżona ani nie podlega innym formom ochrony prawnej. Możliwe jest wznoszenie domów pasywnych w różnych technologiach budowlanych.
Dom pasywny wyróżnia bardzo niskie zapotrzebowanie na energię do ogrzewania – poniżej 15 kWh/(m²·rok). Oznacza to, że w ciągu sezonu grzewczego do ogrzania jednego metra kwadratowego mieszkania potrzeba 15 kWh, co odpowiada spaleniu 1,5 l oleju opałowego, bądź 1,7 m³ gazu ziemnego, czy też 2,3 kg węgla. Dla porównania, zapotrzebowanie na ciepło dla budynków konwencjonalnych budowanych obecnie wynosi około 120 kWh/(m²·rok).
Istotą budownictwa pasywnego jest maksymalizacja zysków energetycznych i ograniczenie strat ciepła. Aby to osiągnąć wszystkie przegrody zewnętrzne posiadają niski współczynnik przenikania ciepła. Ponadto zewnętrzna powłoka budynku jest nieprzepuszczalna dla powietrza. Podobnie stolarka okienna wykazuje mniejsze straty cieplne niż rozwiązania stosowane standardowo. Z kolei system nawiewno-wywiewnej wentylacji zmniejsza o 75–90% straty ciepła związane z wentylacją budynku.

Rozwiązaniem często stosowanym w domach pasywnych jest gruntowy wymiennik ciepła. W okresie zimowym świeże powietrze po przefiltrowaniu przechodzi przez to urządzenie, gdzie jest wstępnie ogrzewane. Następnie powietrze dostaje się do rekuperatora, w którym zostaje podgrzane ciepłem pochodzącym z powietrza wywiewanego z budynku. Charakterystyczny dla standardu budownictwa pasywnego jest fakt, że w przeważającej części zapotrzebowanie na ciepło zostaje zaspokojone dzięki zyskom cieplnym z promieniowania słonecznego oraz ciepłu oddawanemu przez urządzenia i przebywających w budynku ludzi. Jedynie w okresach szczególnie niskich temperatur stosuje się dogrzewanie powietrza nawiewanego do pomieszczeń.
Obecnie koszt budowy domu pasywnego w Polsce to 8–15% (a przy niewłaściwym projektowaniu nawet do 35%) więcej w stosunku do budowy standardowej. W Niemczech koszty dodatkowe wynoszą jedynie 3–8%.
Narodowy Fundusz Ochrony Środowiska i Gospodarki Wodnej w 2013 roku uruchomił program dopłat dla nowego budownictwa jednorodzinnego i wielorodzinnego o zredukowanym zapotrzebowaniu na energię, który wprowadza dwa standardy energetyczne NF15 i NF40. Standard NF15 jest odpowiednikiem standardu budynku pasywnego.
Pierwszy w Europie Środkowo-Wschodniej budynek pasywny z niezbędnymi certyfikatami Instytutu Domów Pasywnych w Darmstadt powstał w 2006 r. w Smolcu pod Wrocławiem.
3 lutego 2011 roku w Słomnikach w woj. małopolskim uroczyście otwarto pierwszą w Polsce halę sportową wybudowaną w technologii budynku pasywnego.